# Daniel Radcliffe
Daniel Jacob Radcliffe (Hammersmith, 1989. július 23. –) Tony-díjas brit színész. 
J.K. Rowling Harry Potter és a bölcsek köve című regényének filmváltozatában a főhős, Harry Potter szerepe hozta meg számára az ismertséget.

## Élete és pályafutása
Szülei Alan Radcliffe és Marcia Gresham. Ötéves  kora óta színész akart lenni, de a szüleinek nem igazán tetszett ez az ötlet, ezért nem is nagyon támogatták. Ennek ellenére 1999-ben megkapta a címszerepet a BBC David Copperfield adaptációjában. „Öt meghallgatáson vettem részt, mielőtt megkaptam a szerepet.” – mondta Radcliffe a szereppel kapcsolatban.[forrás?] A fiatal David Copperfieldként rengeteg dicséretet kapott. A Boston Herald így jellemezte: "szívfacsaró előadás". Majd kapott egy kisebb szerepet A panamai szabó (2000) című filmben, ahol Geoffrey Rush és Jamie Lee Curtis fiát alakította. 
Az ismertséget azonban Harry Potter szerepe hozta meg számára. 2001-ben mutatták be a Harry Potter és a bölcsek köve című filmet, melyben először formálta meg a szereplőt. Hónapokig tartó keresgélés után még mindig nem találtak senkit az ifjú varázsló szerepére. Chris Columbus egy este színházba ment, ott találkozott Daniellel és tudta, hogy ő lesz a tökéletes választás. [forrás?] 2002-ben a Harry Potter és a Titkok Kamrája, 2004-ben a Harry Potter és az azkabani fogoly, 2005-ben a Harry Potter és a Tűz Serlege, 2007-ben a Harry Potter és a Főnix Rendje, 2009-ben a Harry Potter és a Félvér Herceg című filmekben játszott. 
2007-ben az Édes fiam, Jackben is szerepelt. 2010-ben és 2011-ben a Harry Potter és a Halál Ereklyéi című film első és második részében alakította Harry-t.

## Magánélete

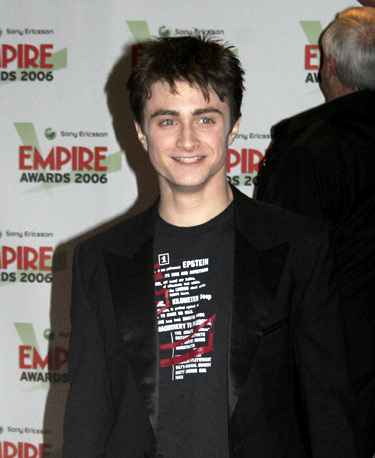

2007-ben Radcliffe több verset is közzétett Jacob Gershon néven (középső nevének és édesanyja leánykori nevének egy kombinációja) a Rubbish-ban, egy underground divatmagazinban. Közeli barátságban áll Tom Feltonnal és Emma Watsonnal, és szoros a kapcsolata a családjával.
2008-ban nyilvánosságra hozta enyhe neurológiai rendellenességét. A motorikus mozgászavar időnként egyszerű tevékenységekben is megakadályozza, mint az írás vagy a cipőkötés. "Nehéz dolgom volt az iskolában, gyenge voltam mindenben, észrevehető tehetség nélkül." - állította Radcliffe. 2010 augusztusában hagyott fel az alkoholizmussal, miután rájött, hogy túlságosan függőjévé vált.
A források ellentmondanak egymásnak Radcliffe személyes vagyonát illetően: állítása szerint 1 millió fontot keresett az első Harry Potter-filmmel  és körülbelül 15 milliót a hatodikkal. Radcliffe felkerült a Sunday Times Rich List in 2006-ra, amely személyes vagyonát 14 millió fontra becsülte, ezáltal ő volt a leggazdagabb fiatal az Egyesült Királyságban. 2009-ben első volt a Forbes Most Valuable Young Stars listáján, és áprilisban a The Daily Telegraph 30 millió fontra mérte teljes nettó vagyonát, így a 12. leggazdagabb ember volt az Egyesült Királyságban. Abban az évben ő volt a leggazdagabb tinédzser az országban. 2010 februárjában ő volt a 6. legtöbbet kereső hollywoodi férfiszínész és 5. a Forbes decemberi Hollywood's highest-grossing actors listáján, 780 millió USA dollár bevétellel, nagyrészt a Harry Potter és a Halál ereklyéi film miatt, amely akkor jelent meg.
Radcliffe Lower Manhattanben él New York City-ben. 2012 októberéig Erin Darke-kal találkozott, akit az Öld meg a kedveseid forgatásán ismert meg. Szóltak pletykák egy lehetséges 2014 közepi eljegyzésről, de Darke édesapja, Ian Darke 2014 decemberében cáfolta ezeket a terveket.

## Filmográfia

### Film
| Év   | Magyar cím                               | Eredeti cím                                  | Szerep                         | Magyar hang      | Rendező           |
| ---- | ---------------------------------------- | -------------------------------------------- | ------------------------------ | ---------------- | ----------------- |
| 2001 | A panamai szabó                          | The Tailor of Panama                         | Mark Pendel                    | Gacsal Ádám      | John Boorman      |
| 2001 | Harry Potter és a bölcsek köve           | Harry Potter and the Philosopher's Stone     | Harry Potter                   | Gacsal Ádám      | Chris Columbus    |
| 2002 | Harry Potter és a Titkok Kamrája         | Harry Potter and the Chamber of Secrets      | Harry Potter                   | Gacsal Ádám      | Chris Columbus    |
| 2004 | Harry Potter és az azkabani fogoly       | Harry Potter and the Prisoner of Azkaban     | Harry Potter                   | Gacsal Ádám      | Alfonso Cuarón    |
| 2005 | Harry Potter és a Tűz Serlege            | Harry Potter and the Goblet of Fire          | Harry Potter                   | Gacsal Ádám      | Mike Newell       |
| 2007 | Harry Potter és a Főnix Rendje           | Harry Potter and the Order of the Phoenix    | Harry Potter                   | Gacsal Ádám      | David Yates       |
| 2007 | Fiúk a parton                            | December Boys                                | Atlasz                         | Morvay Gábor     | Rod Hardy         |
| 2007 | Fiúk a parton                            | December Boys                                | Atlasz                         | Gacsal Ádám      | Rod Hardy         |
| 2009 | Harry Potter és a Félvér Herceg          | Harry Potter and the Half-Blood Prince       | Harry Potter                   | Gacsal Ádám      | David Yates       |
| 2010 | Harry Potter és a Halál ereklyéi 1. rész | Harry Potter and the Deathly Hallows Part I  | Harry Potter                   | Gacsal Ádám      | David Yates       |
| 2011 | Harry Potter és a Halál ereklyéi 2. rész | Harry Potter and the Deathly Hallows Part II | Harry Potter                   | Gacsal Ádám      | David Yates       |
| 2012 | A fekete ruhás nő                        | The Woman in Black                           | Arthur Kipps                   | Gacsal Ádám      | James Watkins     |
| 2013 | Öld meg kedveseid                        | Kill Your Darlings                           | Allen Ginsberg                 | Gacsal Ádám      | John Krokidas     |
| 2013 | Szarvak                                  | Horns                                        | Ignatius "Ig" Perrish          | Joó Gábor        | Alexandre Aja     |
| 2013 |                                          | The F Word (What If)                         | Wallace                        |                  | Michael Dowse     |
| 2015 | Kész katasztrófa                         | Trainwreck                                   | kutyát sétáltató férfi (cameo) | Gacsal Ádám      | Judd Apatow       |
| 2015 | Victor Frankenstein                      | Victor Frankenstein                          | Púpos bohóc / Igor Strausman   | Gacsal Ádám      | Paul McGuigan     |
| 2016 | Az ember, aki mindent tudott             | Swiss Army Man                               | Manny                          |                  | Daniel Kwan       |
| 2016 | Az ember, aki mindent tudott             | Swiss Army Man                               | Manny                          | Daniel Scheitert |                   |
| 2016 | Szemfényvesztők 2.                       | Now You See Me 2                             | Walter Mabry                   | Gacsal Ádám      | Jon M. Chu        |
| 2016 | Impérium                                 | Imperium                                     | Nate Foster                    | Gacsal Ádám      | Daniel Ragussis   |
| 2017 | Elveszve Londonban                       | Lost In London                               | önmaga (cameo)                 | Gacsal Ádám      | Woody Harrelson   |
| 2017 | Dzsungel                                 | Jungle                                       | Yossi Ghinsberg                | Gacsal Ádám      | Greg McLean       |
| 2018 |                                          | Beast of Burden                              | Sean Haggerty                  |                  | Jesper Ganslandt  |
| 2019 | Playmobil: A film                        | Playmobil: The Movie                         | Rex Dasher (hangja)            | Gacsal Ádám      | Lino DiSalvo      |
| 2019 | Talpig fegyverben                        | Guns Akimbo                                  | Miles Lee Harris               | Gacsal Ádám      | Jason Lei Howden  |
| 2020 | Szökés Pretoriából                       | Escape from Pretoria                         | Tim Jenkin                     | Gacsal Ádám      | Francis Annan     |
| 2022 | Az elveszett város                       | The Lost City                                | Abigail Fairfax                | Gacsal Ádám      | Aaron és Adam Nee |
| 2022 | Weird: Az Al Yankovic Sztori             | Weird: The Al Yankovic Story                 | “Weird Al” Yankovic            |                  | Eric Appel        |

### Televízió
| Év        | Magyar cím                                    | Eredeti cím               | Szerep                                                             | Megjegyzések                                                   |
| --------- | --------------------------------------------- | ------------------------- | ------------------------------------------------------------------ | -------------------------------------------------------------- |
| 1999      | Copperfield Dávid                             | David Copperfield         | Copperfield Dávid gyerekként                                       | - tévéfilm - magyar hangja: - Czető Roland                     |
| 2006      | Futottak még…                                 | Extras                    | önmaga                                                             | - 1 epizód - magyar hangja: - Gacsal Ádám                      |
| 2007      | Édes fiam, Jack                               | My Boy Jack               | John Kipling                                                       | - tévéfilm - magyar hangja: - Hamvas Dániel                    |
| 2010      |                                               | QI                        | önmaga                                                             | kvízműsor (1 epizód)                                           |
| 2010–2018 | A Simpson család                              | The Simpsons              | Edmund / Diggs / önmaga (hangja)                                   | 3 epizód                                                       |
| 2010–2020 |                                               | The Graham Norton Show    | önmaga                                                             | 10 epizód                                                      |
| 2012      | Saturday Night Live                           | Saturday Night Live       | önmaga (házigazda)                                                 | 1 epizód                                                       |
| 2012–2013 | Egy ifjú orvos feljegyzései és más történetek | A Young Doctor's Notebook | Dr. Vladimir Bomgard fiatalon                                      | 8 epizód                                                       |
| 2012–2015 |                                               | Have I Got News for You   | önmaga (házigazda)                                                 | 2 epizód                                                       |
| 2012–2017 | Robotcsirke                                   | Robot Chicken             | Bundesliga-frizurás kölyök / Thomas a gőzmozdony / Gareth (hangja) | 1 epizód                                                       |
| 2015      | BoJack Horseman                               | BoJack Horseman           | önmaga (hangja)                                                    | 1 epizód                                                       |
| 2015      |                                               | The Gamechangers          | Sam Houser                                                         | tévéfilm                                                       |
| 2019–2023 | Csodatévők                                    | Miracle Workers           | - Craig Bog - Chauncley herceg - Ezekiel Brown tiszteletes - Sid   | - főszereplő és vezető producer - magyar hangja: - Gacsal Ádám |
| 2020      | A megtörhetetlen Kimmy Schmidt                | Unbreakable Kimmy Schmidt | Frederick herceg                                                   | 1 epizód                                                       |

## Díjak és jelölések
- MTV Movie Awards (2002)
  - jelölés: legjobb feltörekvő színész